# Melanípides
Melanípides (grec antic: Μελανιππίδης, Melanippides) fou un cèlebre poeta líric ditiràmbic grec nascut a l'illa de Melos.
La Suïda distingeix dos poetes amb el mateix nom: un d'ells, el Vell, diu que era fill de Critó i va florir sobre la 85a Olimpíada, cap a l'any 520 aC, i va escriure nombrosos llibres de ditirambes i poemes èpics, epigrames, elegies i moltes altres coses. Era l'avi, via una filla, de Melanípides el Jove, el pare del qual també es deia Critó. La resta dels antics escriptors consideren que només un únic poeta amb aquest nom que hauria florit a la meitat del segle V aC i hauria viscut a la cort de Perdicas II de Macedònia on va morir el 412 aC a tot tardar. Segons Plutarc era una mica més jove que Las d'Hermíone i que Diàgores de Melos, i contemporani de Ferècrates.
És considerat el primer poeta ditiràmbic per Xenofont, que agafa de referència a Aristodem de Nisa el jove, i el situa al costat d'Homer i Sòfocles. I Plutarc el situa entre Simònides de Ceos i Eurípides i el considera un dels mestres més distingits en la música poètica. Els autors antics li van criticar precisament les seves innovacions en els temes musicals, suavitzant la música antiga i d'haver augmentat a deu les cordes de la lira, cosa que va permetre obrir camí cap a les noves concepcions musicals de Cinèsies, Frinis i Timoteu de Milet. Segons Aristòtil, va introduir llacs preludis (ἀναβολαί), on desfeia la unió, que es considerava essencial, entre la música i les paraules. Plutarc diu que va subvertir l'antic sistema pel qual els flautistes estaven totalment subordinats als actors i havien d'actuar sota les seves ordres.
Segons la Suïda, Melanípides va escriure cançons líriques i ditirambes. Es conserven encara alguns versos seus i els títols d'algunes obres:
- Μαρσύας "Marsyas" (Màrsies).
- Περσεφόνη "Persephóne" (Persèfone).
- Δαναΐδες "Danaides" (Danaides).

Melèagre va incloure alguns himnes de Melanípides a la seva Garlanda. Fabricius en fa referència a la Bibliotheca Graeca.